# Ganoderma crebrostriatum
Ganoderma crebrostriatum är en svampart som beskrevs av J.D. Zhao & L.W. Hsu 1983. Ganoderma crebrostriatum ingår i släktet Ganoderma och familjen Ganodermataceae.   Inga underarter finns listade i Catalogue of Life.